# لافی (خواننده)
لافی لین بینگ جونسدتیر (به انگلیسی: Laufey Lín Bing Jónsdóttir؛ به ایسلندی: ˈlœy:vei ˈli:n ˈjounsˌtouhtɪr̥؛ به چینی: 林冰؛ زادهٔ ۲۳ آوریل ۱۹۹۹) یک خواننده-ترانه‌پرداز و تهیه‌کننده موسیقی اهل ایسلند است. او در اوایل سال ۲۰۲۰ بخاطر سبک جاز-پاپ خود بسیار موفق شد و منتقدان او را برای نجات سبک جاز که دیگر مورد استقبال نبود تحسین کردند.
او در ۱۵ سالگی نوازنده سولوی ویولنسل در ارکستر سمفونیک ایسلند بود و در مسابقات ۲۰۱۴ گات تلنت ایلسلند فینالیست بود و لافی در مسابقه صدای ایلسند یک نایب-فینالیست بود. او در سال ۲۰۲۱ اولین آلبوم چندآهنگه خود به نام «معمولی برای من» را منتشر کرد، و از کالج موسیقی برکلی در بوستون فارغ‌التحصیل شد. اولین آلبوم او به نام «هرچیزی که از عشق می‌دانم» در سال ۲۰۲۲ منتشر شد و در چارت‌های موسیقی ایسلند و ایالات متحده قرار گرفت. دومین آلبوم او، «جادو شده» در سال ۲۰۲۳ منتشر شد و جایزه بهترین آلبوم پاپ سنتی شصت و ششمین مراسم جوایز گرمی را در سال ۲۰۲۴ برنده شد و تک‌آهنگ خود به نام از شروع را اجرا کرد که موفقیت زیادی در چارت‌های موسیقی بریتانیا، کانادا و نیوزیلند پیدا کرد.